# シオタマ
シオタマは、日本テレビが本社屋を東京都千代田区二番町（日本テレビ放送網麹町分室）から東京都港区東新橋（汐留シオサイト地区・日本テレビタワー）に移転する際、新キャラクターとして位置づけられたものである。
初登場は2003年8月2日に日本テレビ系列で放送されたスペシャル番組「ダウンタウンのバラエティ50年史」。

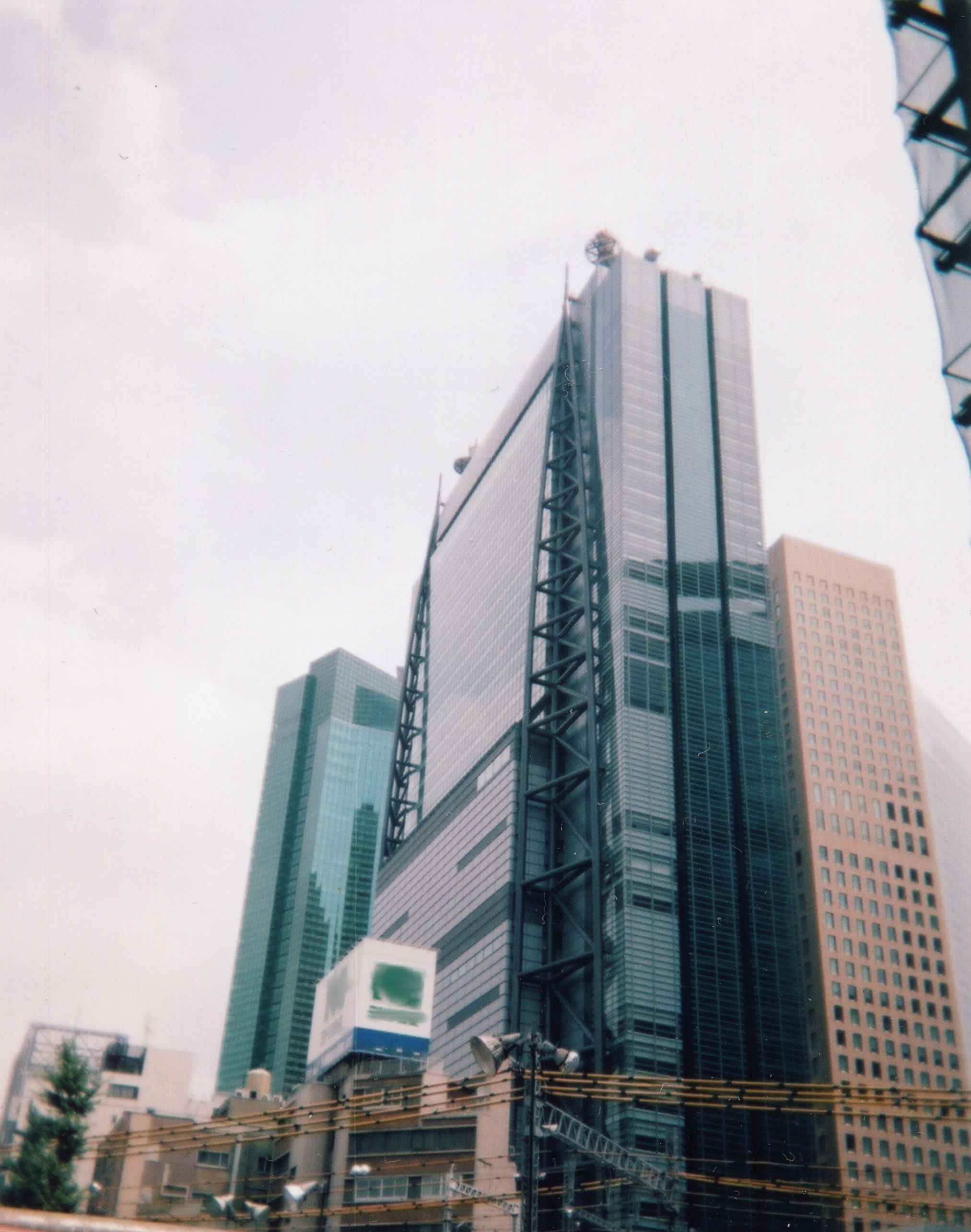
汐留・日本テレビタワー

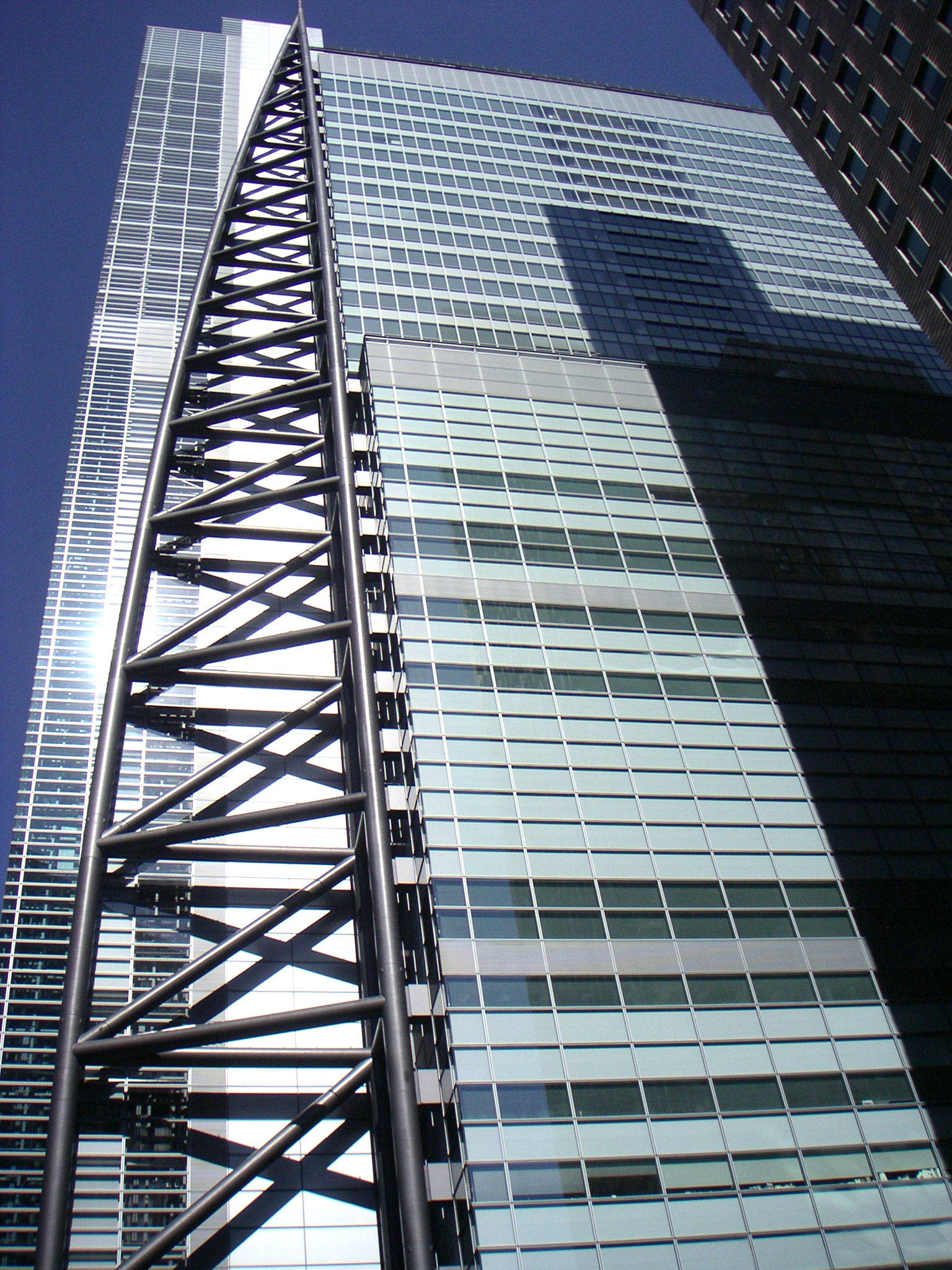
日本テレビタワー近景

## キャラクターの展開
「バラエティ50年史」において、日テレ麹町旧社屋に現れた「コウジ」との設定がなされ、CGによる「中継」で麹町から放送当日にオープンしたばかりの日テレ汐留新社屋・日本テレビタワーへの移動の様子が放送された。
汐留移転当時に開催されたイベントでは、「アート驚く!」と題して、四つん這いのシオタマの像等が本社屋周辺の随所で見られたほか、日テレタワーの壁面に巨大なシオタマが登場した。また、同年の『第23回全国高等学校クイズ選手権』にも登場した。
テレビ上では「なんだろう」のような活躍はあまり見られぬまま使われなくなったものの、社屋周辺には現在でも像が数多く設置されている。

## 体の特徴
- 常に四つん這い。日テレタワーを上るさまを表しているのか、這い上がる姿での登場が殆どであった。
- 手足ともに指は5本。
- 体中にはダルメシアンのように斑点が点在。その斑点には目を凝らして見るとギザギザ模様が入っており、当時制定された日テレのロゴ・CIにも採用された点と同じ形である。

## 反応
特徴的な姿から国内はもとより海外でも報道がなされ、不思議、面白い、ムカデ人間みたい等の反応がみられた。